# Малая Колаба
Малая Колаба (англ. Old Woman's Island) — остров в Индийском океане, ранее входивший в состав архипелага Семь островов Бомбея и расположенный на территории Индии. В 1838 году была построена дамба Колаба, которая соединила между собой все острова Бомбея.

## География

Семь островов Бомбея

Остров Малая Колаба, также известный как Остров Старухи, является одним из семи островов, которые составляют город Мумбаи в Индии, и частью исторического Старого Бомбея.
Название Колаба происходит от Kolabhat, слова на языке колис, коренных жителей островов, населявших их до прибытия португальцев. Территория, которая теперь является Колабой, первоначально состояла из двух островов: Колаба и Малая Колаба (или Остров Старухи).
Остров Колаба был одним из семи островов Бомбея, управляемых португальцами. Португалия продолжала удерживать остров Малая Колаба ещё несколько десятилетий, прежде чем передать его англичанам около 1762 года, при условии сохранения португальской собственности на острове, который сейчас является Часовней Святого Причастия в Средней Колабе. Дамба Колаба, построенная в 1838 году, соединила последний остров с материковой частью Бомбея и островом Колаба.